# Toxodonta
De Toxodonta zijn een onderorde van uitgestorven zoogdieren die leefden van het Eoceen tot het Pleistoceen. Ze waren alom vertegenwoordigd in Zuid-Amerika. Na het ontstaan van de landengte van Panama nam het aantal soorten sterk af en stierf de groep uiteindelijk uit.

## Kenmerken
Deze groep was zeer vormenrijk. Hun afmetingen varieerden van de grootte van een paard tot die van een neushoorn. Deze herbivore dieren hadden kiezen met lage kronen, met een kenmerkende bocht in de kiezen, vandaar de naam gebogen tand. De vroege vormen hadden een compleet en weinig gespecialiseerd gebit, terwijl bij latere vormen de gebitselementen meer gespecialiseerd waren. Bij veel soorten ontwikkelde zich een diasteem.

## Indeling
Familie Isotemnidae Ameghino, 1897
- † Anisotemnus Ameghino, 1902
- † Calodontotherium Roth, 1903
- † Coelostylodon Simpson, 1970
- † Distylophorus Ameghino, 1902
- † Isotemnus Ameghino, 1897
- † Eochalicotherium Ameghino, 1901
- † Periphragnis Roth, 1899
- † Pleurocoelodon Ameghino, 1894
- † Pleurostylodon Ameghino, 1897
- † Plexotemnus Ameghino, 1904
- † Prostylops Ameghino, 1897
- † Rhyphodon Roth, 1899
- † Thomashuxleya Ameghino, 1901
- † Trimerostephanos Ameghino, 1895

Familie Nesodontidae Murray, 1866
- † Adinotherium Ameghino, 1887
- † Nesodon Owen, 1846
  - = Gronotherium Ameghino, 1887
  - = Protoxodon Ameghino, 1887
  - = Rhadinotherium Ameghino, 1887
  - = Palaeolithops Ameghino, 1891
  - = Xotoprodon Ameghino, 1891
- † Phobereotherium Ameghino, 1887
- † Probereotherium Amegino, 1887
- † Pronesodon Amegino, 1894
- † Senodon Amegino, 1894

Familie Protypotheriidae Ameghino, 1891
- † Archaeophylus Ameghino, 1897
- † Icochilus Ameghino, 1889
- † Interatherium Ameghino, 1887
- † Patriarchus Ameghino, 1889
- † Protypotherium Ameghino, 1882

Familie Tembotheridae Moreno, 1882
- † Tembotherium Moreno, 1882

Familie Toxodontidae Owen, 1837
- voor geslachten, zie de familie